# Jerzy Łapiński
Jerzy Antoni Gaździński-Łapiński (ur. 2 listopada 1940 w Lublinie, zm. 13 maja 2020 w Nowym Dworze Mazowieckim) – polski aktor filmowy i teatralny.

## Życiorys

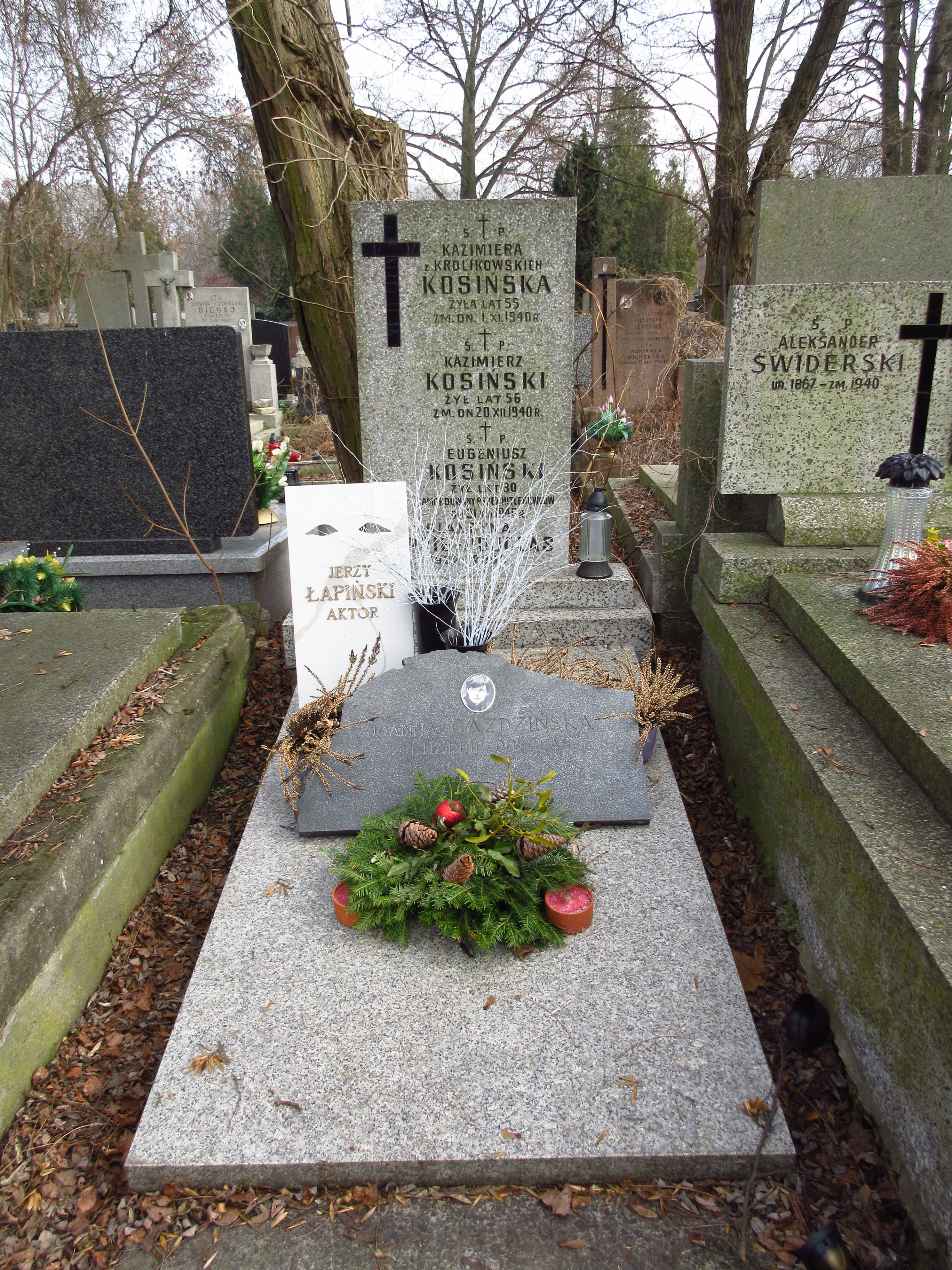
Grób Jerzego Łapińskiego na cmentarzu Bródnowskim

Był synem Ryszarda Gaździńskiego, inżyniera rolnika, i Krystyny Łapińskiej-Gaździńskiej (1920–1967), aktorki. Miał dwóch braci. Ze strony matki był wnukiem aktora Stanisława Łapińskiego, po którym przyjął nazwisko. W 1963 ukończył Państwową Wyższą Szkołę Filmową, Telewizyjną i Teatralną im. Leona Schillera w Łodzi, następnie mieszkał w Chotomowie pod Warszawą. Występował w wielu teatrach, m.in. w Teatrze Ziemi Łódzkiej (1963–1965), Teatrze Dolnośląskim w Jeleniej Górze (1965–1967), Teatrze im. Wojciecha Bogusławskiego w Kaliszu (1967–1968), Teatrze Wybrzeże w Gdańsku (1968–1997) i Teatrze Narodowym w Warszawie.
Najdłużej był związany z Teatrem Wybrzeże. Na gdańskiej scenie zadebiutował rolą Kamerzysty i Pana III w „Rzeczy listopadowej” Ernesta Brylla w reżyserii Marka Okopińskiego. Do jego najwybitniejszych ról w Teatrze Wybrzeże należą m.in. Ignacy w „Ślubie” Witolda Gombrowicza, Król Ignacy w „Iwonie, Księżniczce Burgunda” Witolda Gombrowicza, Malvolio w „Wieczorze Trzech Króli” Williama Shakespeare’a, Ojciec w „Historii” Witolda Gombrowicza, Biskup w „Balkonie” Jeana Geneta oraz Książę w „Operetce” Witolda Gombrowicza (wszystkie wyreżyserowane przez Ryszarda Majora).
Mieszkał w Chotomowie. Zmarł 13 maja 2020 w wieku 79 lat, pochowany 19 maja 2020 na cmentarzu Bródnowskim w Warszawie (kwatera 24G-6-26).

## Filmografia
- 1960: Szatan z siódmej klasy jako uczeń
- 1974: S.O.S jako redaktor
- 1976: Znaki szczególne jako pokerzysta
- 1984: Pan na Żuławach jako handlarz „niemowa” (odc. 6)
- 1984: 07 zgłoś się jako doktor Jerzy Marczewski, znajomy jubilera, sprzedawca japońskich kolczyków
- 1986: Blisko, coraz bliżej jako burmistrz Kirschenau (odc. 19)
- 1987: Koniec sezonu na lody jako fotograf Majka
- 1988: Dziewczynka z hotelu Excelsior jako samotny wczasowicz
- 1988: Zmowa jako Jan Siejba
- 1989: Szklany dom jako dzielnicowy
- 1989: Konsul jako dyrektor szpitala
- 1991: Pogranicze w ogniu jako Alfred Wicherek (odc. 13)
- 1994: Radio Romans jako Kazimierz Chocholak, ojciec Stefana, właściciel restauracji „Romantica”
- 1997: Taekwondo jako fryzjer
- 1997: 13 posterunek jako juror w wyborach Miss Policji (odc. 36, 37)
- 1998: Miodowe lata jako Józef
- 1998: Amok jako Pilecki
- 1998: Złoto dezerterów jako strażnik bankowy
- 1999: Tydzień z życia mężczyzny jako sprzedający dom
- 1999: Trzy szalone zera jako nauczyciel
- 1999: O dwóch takich, co nic nie ukradli
- 2000: Wielkie rzeczy: System jako taksówkarz
- 2000, 2001, 2007: Świat według Kiepskich jako szejk (odc. 59); jako minister (odc. 82), jako doktor (odc. 267)
- 2000: Rodzina zastępcza jako kontradmirał (odc. 57)
- 2000: Skarb sekretarza jako Lucjan
- 2000: Świąteczna przygoda jako Pudel
- 2000: Plebania jako Władek
- 2001: Czarna plaża jako urzędnik
- 2001: Blok.pl jako Henryk
- 2002: Złotopolscy jako poseł Gromosław Jemioła
- 2002: Moje miasto jako wuj Jasio
- 2002: Król przedmieścia jako brat Żmijosław
- 2002: Chopin – Pragnienie miłości jako zakrystian
- 2003: Marcinelle jako Adetto Miniera
- 2003: Fala zbrodni jako Stefan Zębala, właściciel magazynu (odc. 1)
- 2003: Karolcia jako dozorca
- 2005: Kryminalni jako Hartman (odc. 33)
- 2006: Czeka na nas świat jako urzędnik
- 2006: Job, czyli ostatnia szara komórka jako lekarz
- 2009: Miasto z morza jako jubiler w Gdańsku (odc. 3)
- 2009, 2013, 2015, 2016: Ojciec Mateusz (odc. 24, 119, 177, 188)
- 2009: Siostry jako Leon (Józef) Filipek (odc. 10)
- 2010: 1920. Wojna i miłość jako Ambroży, służący Olszyńskich
- 2011: Komisarz Alex jako Ryszard Wolski, ojciec Tomasza (odc. 5)
- 2011: Wszyscy kochają Romana jako Czesław
- 2012: Prawo Agaty jako Leszek Tkaczyk (odc. 8)
- 2012: Być jak Kazimierz Deyna jako wykładowca
- 2014: Słodkie życie jako Stanisław
- 2018: Prymas Hlond jako opat Hautecombe

### Dubbing
- 2004: Rybki z ferajny
- 2004: Harry Potter i więzień Azkabanu jako Korneliusz Knot
- 2004: Rogate ranczo jako Szaruś Nachałek
- 2005: Harry Potter i Czara Ognia jako Korneliusz Knot
- 2007: Skunks Fu
- 2007: Harry Potter i Zakon Feniksa jako Korneliusz Knot

## Ordery i odznaczenia
- Krzyż Kawalerski Orderu Odrodzenia Polski (nadanie 2015[11]; wręczenie 2017[12])
- Złoty Krzyż Zasługi (11 października 1996)[13]
- Srebrny Krzyż Zasługi (1985)
- Srebrny Medal „Zasłużony Kulturze Gloria Artis” (9 lipca 2008)[14]
- Odznaka „Zasłużony Działacz Kultury” (1986)

## Nagrody
- Nagroda Miasta Gdańska w Dziedzinie Kultury (1989)[15]
- Nagroda Artystyczna Gdańskiego Towarzystwa Przyjaciół Sztuki w dziedzinie twórczości aktorskiej, za rolę w „Krzesłach” E. Ionesco (1993)[2]